# Domagoj Abramović
Domagoj Abramović (Zagreb, Hrvatska, 1. travnja 1981.) bivši je hrvatski nogometaš.

## Karijera

### Klupska karijera
Abramović dolazi u NK Dinamo Zagreb kao osmogodišnjak, te je za klub postigao preko 100 golova u različitim dobnim razinama. U prvoj momčadi Dinama debitira 1998. kao 17-togodišnjak. Bila je to utakmica Lige prvaka u Maksimiru protiv solunskog Olympiakosa. Abramović je u igru ušao kao zamjena Mihaela Mikića.
Svoj debi u 1. HNL dugo je čekao, a priliku je dobio 2000. u utakmici protiv Cibalije gdje je postigao dva gola. Ipak, nije priključen prvoj momčadi nego odlazi na posudu u drugoligašku momčad, Croatiju Sesvete. Nakon uspješne sezone u Croatiji (2001./02.), Dinamo ga vraća natrag.
Sljedeće sezone (2002./03.), za klub nastupa u devet prvenstvenih utakmica, svih devet kao rezerva. Nakon toga odlazi u Cibaliju gdje se nada da će igrati više.
Nakon sezone provedene u Cibaliji, odlazi u BiH gdje potpisuje za NK Široki Brijeg. Tamo postaje vodeći strijelac kluba te dovodi Široki do naslova prvaka 2004. 
Novi naslov prvaka sa Širokim, Abramović osvaja 2006. Nakon četiri sezone provedene u Širokom Brijegu, 2007. Abramović se vraća u Hrvatsku i Zagreb, ali ovaj puta u Lokomotivu. U to vrijeme Lokomotiva Zagreb bila je trećeligaška momčad u kojoj su nastupali rezervni igrači Dinama koji u matičnom klubu nisu dobili priliku ili su poslani na "kaljenje".
Nakon sezone provedene u Lokomotivi, Abramović odlazi na sjever Europe, u finski Inter Turku.
Domagoj Abramović s klubom osvaja naslov finskog prvaka u kojem je bio važan član pobjedničke momčadi.
Nakon osvajenog naslova, Abramović napušta Skandinaviju te odlazi u Grčku. Tamo je nastupao za niželigaše Thrasyvoulos Fylis, Olympiakos Volos i Pierikos. Nakon toga Abramović se vraća u finski Inter Turku gdje provodi sezonu 2011./12.
Od siječnja 2012. Domagoj Abramović postaje članom velikogoričke Gorice nakon čega je nastupao i za Lučko i sesvetskog Radnika. Krajem listopada 2014., svega tri dana uoči susreta hrvatskog Kupa između Slaven Belupa i Vinogradara, Abramović je potpisao za četvrtoligaša iz Mladine pokraj Jastrebarskog. U konačnici je županijski ligaš napravio senzaciju pobijedivši koprivnički sastav s visokih 3:0 dok je sam Abramović odigrao svih 90 minuta. Time se klub plasirao u četvrtfinale Kupa.

### Reprezentativna karijera
Abramović je natupao za sve mlade reprezentativne uzraste: do 15, do 17, do 18, do 19, do 20 i do 21. S mladim reprezentacijama nastupao je na tri Europska prvenstva (1998. s uzrastom do 16 godina; 2000. s uzrastom do 18 godina; 2004. s uzrastom do 21. godine).

## Osvojeni klupski trofeji
| Hrvatska            | Hrvatska         | Hrvatska        |
| Klub                | Natjecanje       | Sezona (godina) |
| ------------------- | ---------------- | --------------- |
| Dinamo Zagreb       | Hrvatski kup     | 2001.           |
| Bosna i Hercegovina |                  |                 |
| Široki Brijeg       | BiH prvenstvo    | 2003./04        |
| Široki Brijeg       | BiH prvenstvo    | 2005./06        |
| Finska              |                  |                 |
| Inter Turku         | Finsko prvenstvo | 2008.           |

## Vanjske poveznice
- Statistika igrača na Soccerway.com (engl.)